# Друкарня Тришкана
Друкарня Тришкана (рос. Типография М. И. Тришкана) — караїмська друкарня в Євпаторії.

## Передумови
Караїмська культура та релігія тісно пов'язані із їх духовним надбаннями, яким є караїмська книжка. Від часів засновника цієї течії юдаїзму — Анан бен Давида, караїмська книжка-вчення та молитовник супроводжував кожну караїмську родину. Починаючи від «Книги приписів» («Сефер ха-міцвот»), написаній в Персії, караїми послуговувалися рукописними працями своїх наставників, написаних на давньоєврейській мові. Пізніше, коли караїмське вчення поширилося по всім закуткам Старого світу, утворилися цілком самостійні духовні школи караїмства. Кожна така школа намагалася поширювати своє вчення серед соплемінників та близьких народів, тому для ширшого вжитку писали молитовники мовами тієї місцевості чи групи, що асимілювалися з ними.
На початках свого заселення в Крим місцеві караїми також послуговувалися рукописними виданнями на давньоєврейській мові, які вони переписували з покоління в покоління. Лише після XV століття, коли караїмський духовний центр перемістився до Константинополя, кримські караїми почали отримувати тюркомовні молитовники, а серед них почали попадатися і перші друковані книжки. Тоді в Константинополі запанувала теологічна школа Башиячі, яка своє вчення та видання поширила у всіх місцях, де компактно проживали караїми, зокрема в Криму.
Самим же кримським караїмам суттєвого поштовху в культурному та суспільному становищі надав Сінан Челебі Бей-Ходжа, який перебрався із Персії до Мінглі Гірей-хана в 1500 році. Заставши одновірців в стані духовного занепаду він почав ними опікуватися, а згодом, в 1528 році, посприяв редагуванню та друкуванню у Венеції першої караїмської книги по богослужінню.
А через 2 століття уже правнук Сінана Челебі, Ісхак Челебі, наважився на ще знаковіший вчинок, ним було започатковано першу караїмську друкарню, в 1731 році. І в 1734 році в їх культурно-духовному центрі, Джуфут-Кале, видана перша в Кримському ханстві друкована книжка. Завдяки такому рішенню караїми стали головними рушіями культури й прогресу на півострові. Ця друкарня пропрацювала майже століття і випустила чимало караїмських першодруків.

## Заснування друкарні
Після переміщення караїмської громади до Євпаторії, вона потребувала свого видавничого центру, чого вже не могла забезпечити занепавша друкарня в Чуфут-Кале. Ініціатором відродження караїмської друкарні став гахам Йосип Луцький (очолював Євпаторійську караїмську спільноту з 1820 по 1840 роки), який, познайомившись із А. Фірковичем вирішив донести до своїх одновірців зібрані вченим-дослідником караїмські раритети. Він клопотав перед імператорськими чинами в потребі караїмських книжок та друкарні (тодішня влада не вважала малочисельні народи лояльними до неї і не підтримувала національні меншини в їх культурних ініціативах), пройшли роки і, врешті-решт, в 1830 році Міністерство внутрішніх справ Російської імперії надало дозвіл на друкарню.
Аж через два роки, в 1832 році в Євпаторії було відкрито караїмську друкарню, а через рік вийшло і перше видання (на ньому ще стояв відбиток Гезльов — попередня, турецька назва міста). Ймовірно, що більшість обладнання для друкарні було перенесено із Чуфут-Кале, решту було придбано в Константинополі (оскільки стиль друку відрізнявся від попередньої друкарні, але деякі шаблони і заготовки були ще від попередників), її власником був Янкель Шмуйлович Финкельман. Першим коректувальником був Давид бей Мордехай Кокізов (його можна вважати караїмським першодрукарем).
В 1836 році місцевий купець Мордехай Ісаакович Трішкан викупив друкарню і ще десять років видавав в ній найкращі взірці караїмської теології та філософії, релігійні тексти та дослідження караїмських учених-богословів тих часів. Точної дати закриття друкарні невідомо, але припускають, що остання відома публікація і вказує на закриття друкарні, очевидно це 1846 - 1847 роки. За ті зусилля та здобутки у книговиданні родині Трішканів, зокрема Мордехаю Трішкану та його синам, вдячні караїми встановили мармурову пам'ятну плиту (з посвятою на давньоєврейській мові) біля входу в Малу кенасу Євпаторії.

## Видання
Першими творами, які були віддруковані на друкарні, були знакові зібрання караїмського сподвижника Авраама Фірковича (старовинні маловідомі рукописи), а також релігійні дослідження-полеміки місцевих богословів. Друкувалися класичні видання караїмського богослов'я, переклади Танаха на караїмську кримськотатарську мову і молитовник в 4-х томах.
До сучасників дійшло близько 20 книжок:
- 1833 рік — תשועת ישראל — «Тешуат Йісраель», автор Йосеф-Шеломо бен Моше Луцький (XVIII—XIX століття);
- 1833 рік — משאת בנימין — «Масат Біньямін», автор Біньямін Нагавенді (IX століття);
- 1834 рік — פינת יקרת — «Пінат ікрат», Ісаак бен Шеломо (XVIII—XIX століття);
- 1834 рік — רוח חן — «Рувах хен», Шемуель бен Єгуда ібн Тіббон (XII—XIII століття);
- 1835 рік — המבחר — «ha-Мівхар», Аарон бен Йосеф ha-Рофе (XIII—XIV століття) з коментарями «Тірат кесеф» Йосефа Шеломо бен Моше Луцького;
- 1835 рік — אדרת אליהו — «Аддерет Ельягу», Ельягу Башиячі (XV століття);
- 1836 рік — מבחר ישרים — «Мівхар яшарім», Яків бен Реувен (XI століття);
- 1836 рік — אשכול הכופר — «Ешколь ha-кофер», Єгуда бен Ельягу Гадассі (XII століття);
- 1836 рік — סידור התפילות — молитовник в 4-х томах;
- 1838 рік — משה ומריבה — «Маса у-меріва», Авраам Самуїлович Фіркович (XVIII—XIX століття);
- 1840 рік — ספר תרגום תורה — «Сефер Таргум Тора», переклад Тори на караїмську кримськотатарську мову;
- 1841 рік — ספר תרגום נביאים — «Сефер Таргум Навиим», переклад Навиїм на караїмську кримськотатарську мову;
- 1842 рік — ספר תרגום כתובים — «Сефер Таргум Кетувім», перевод Кетувім на караїмську кримськотатарську мову;
- 1841 рік — תרגום תשועת ישראל — «Таргум Тешуат Йісраель», переклад А. С. Фірковича «Тешуат Йісраель» на караїмську кримськотатарську мову;
- 1841 рік — צוף דבש — «Чуф деваш», Мордехай бен Шеломо Казас (XVIII—XIX століття), на караїмській кримськотатарській мові;
- 1846 рік — אמונה אמן — «Емуна омен», Авраам бен Єгошиягу (XVI—XVIII століття);
- 1847 рік — אץ חיים — «Еч хаїм», Аарон бен Ельягу молодший (XIV століття), с комментарями «Ор хаїм» Сімхи Ічхака бен Моше Луцького.